# Escobaria laredoi
Escobaria laredoi là một loài thực vật có hoa trong họ Cactaceae. Loài này được (Glass & R.A.Foster) N.P.Taylor mô tả khoa học đầu tiên năm 1979.